# ايرين شيبرد
ايرين شيبرد (بالإنجليزية: Ernestine Shepherd)‏ هي لاعبة كمال أجسام أمريكية، ولدت في 16 يونيو 1936.

## وصلات خارجية
- الموقع الرسمي